# George Pell
George kardinál Pell (8. června 1941 Ballarat, Austrálie – 10. ledna 2023 Řím, Itálie) byl australský římskokatolický kněz, arcibiskup Melbourne a Sydney a později prefekt vatikánského Sekretariátu pro ekonomiku.

## Kněz
Studoval na semináři v Melbourne, kněžské svěcení přijal 19. prosince 1966 v Římě. Zde také pokračoval ve studiu a získal licenciát z teologie. V mládí byl aktivním sportovcem, startoval ve veslařských závodech a hrál závodně fotbal.
Posléze působil jako kaplan v několika australských farnostech, pracoval ve vzdělávacích institucích diecézní kurie v Ballaratu a vydával zde diecézní časopis Světlo (v letech 1979 až 1984). Spolupracoval s katolickými školami v diecézi. V letech 1985 až 1987 byl rektorem Corpus Christi College, regionálního seminiáře pro australské státy Victoria a Tasmánie.

## Biskup
Dne 30. března 1987 byl jmenován pomocným biskupem v arcidiecézi Melbourne, biskupské svěcení mu udělil 21. května téhož roku tehdejší arcibiskup Melbourne Thomas Francis Little. V letech 1988 až 1997 byl prezidentem australské Charity. Aktivně se podílel na vzniku Australské katolické univerzity. V té době podle pozdějších obvinění také kryl zneužívání dětí, kterého se dopouštěl kněz Gerald Ridsdale.
Od července 1996 do března 2001 vykonával funkci arcibiskupa Melbourne, v březnu 2001 se stal arcibiskupem Sydney poté, co odešel na odpočinek kardinál Edward Bede Clancy.
Z pověření Kongregace pro evangelizaci národů byl apoštolským vizitátorem seminářů na Novém Zélandu, Papui Nové Guineji a Šalomounových ostrovech. Účastnil se jednání světových biskupských synodů ve Vatikánu, mj. i synodu, který se v roce 1998 věnoval situaci katolické církve v Oceánii.

## Kardinál
Při konzistoři 21. října 2003 jmenoval papež Jan Pavel II. George Pella kardinálem.
Dne 13. dubna 2013 bylo ve Vatikánu oznámeno, že papež František ustanovil nový poradní sbor osmi kardinálů, který mu má pomoci při vypracování reformy vatikánské kurie. Jedním z členů této pracovní skupiny se stal i kardinál Pell.
Pell byl papežem Františkem jmenován také do čela nového úřadu pro reformu Vatikánské banky a dalších finančních institucí.
George Pell se v roce 1995 stal velkopřevorem Řádu Božího hrobu pro Jižní Austrálii, po jejím rozdělení v roce 2001 byl až do roku 2015 velkopřevorem místodržitelství v Novém Jižním Walesu.
Byl řádovým prelátem a nositelem duchovního velkokříže Vojenského a špitálního řádu sv. Lazara Jeruzalémského maltsko-pařížské obedience.

## Kritika papeže Benedikta XVI. za odstoupení zfunkce
V roli nejvyššího představitele římskokatolické církve v Austrálii Pell papeži Benediktovi XVI. vyčetl, že svým rozhodnutím odstoupit z funkce církev destabilizoval a zkomplikoval tak postavení svého nástupce. Benediktovu rezignaci označil za nebezpečný precedens, který by v budoucnu mohl vést část církevních špiček k tomu, aby v případě nesouhlasu přinutily nového papeže k odchodu. Podle Pella tím byla vážně narušena tradice, podle níž papežovo působení končilo jeho smrtí.
Podle Pella nebylo vládnutí církvi Benediktovou „silnou stránkou“. „Dávám přednost někomu, kdo církev může vést a trochu ji sjednocovat,“ řekl. Papežovi vyčetl zejména aféru Vatileaks, při níž se dostaly na veřejnost interní dokumenty Vatikánu svědčící o mocenských intrikách v římské kurii. Nová hlava církve bude podle něj muset mít schopnost pozvednout ve Vatikánu morálku a patrně v něm obnovit disciplínu.

## Obvinění z pohlavního zneužití
V červnu 2017 australská policie obvinila Pella z pohlavního zneužívání chlapců, kterého se podle obvinění dopouštěl jako mladý kněz v 70. letech ve své domovině. Podle vyjádření vyšetřovatelů se přihlásilo velké množství obětí. V únoru 2019 byl odsouzen za pohlavní zneužívání chlapců. Vinu popřel a proti rozsudku se odvolal. Nicméně byl do rozhodnutí o svém odvolání dále držen ve vazbě. Odvolací soud 21. srpna 2019 jeho odvolání zamítl, čímž se trest stal pravomocným. V září 2019 se odvolal k Nejvyššímu australskému soudu, který v listopadu 2019 oznámil, že se odvoláním bude zabývat. V dubnu 2020 Nejvyšší soud rozsudek zrušil a nařídil okamžité propuštění kardinála Pella s tím, že není prokázáno, že ke skutku došlo.

## Úmrtí
Kardinál Pell zemřel v Římě ve věku 81 let v důsledku komplikací po operaci kyčelního kloubu.